# Turovec
Turovec (en allemand : Turowetz) est une commune du district de Tábor, dans la région de Bohême-du-Sud, en Tchéquie. Sa population s'élevait à 281 habitants en 2020.

## Géographie
Turovec se trouve à 8 km à l'est-sud-est de Tábor, à 50 km au nord-nord-est de České Budějovice et à 82 km au sud-sud-est de Prague.
La commune est limitée par Tábor et Nová Ves u Chýnova au nord, par Radenín à l'est, par Dlouhá Lhota au sud-est, par Košice au sud, et par Planá nad Lužnicí et Sezimovo Ústí à l'ouest.

## Histoire
La première mention écrite du village date de 1318.

## Patrimoine

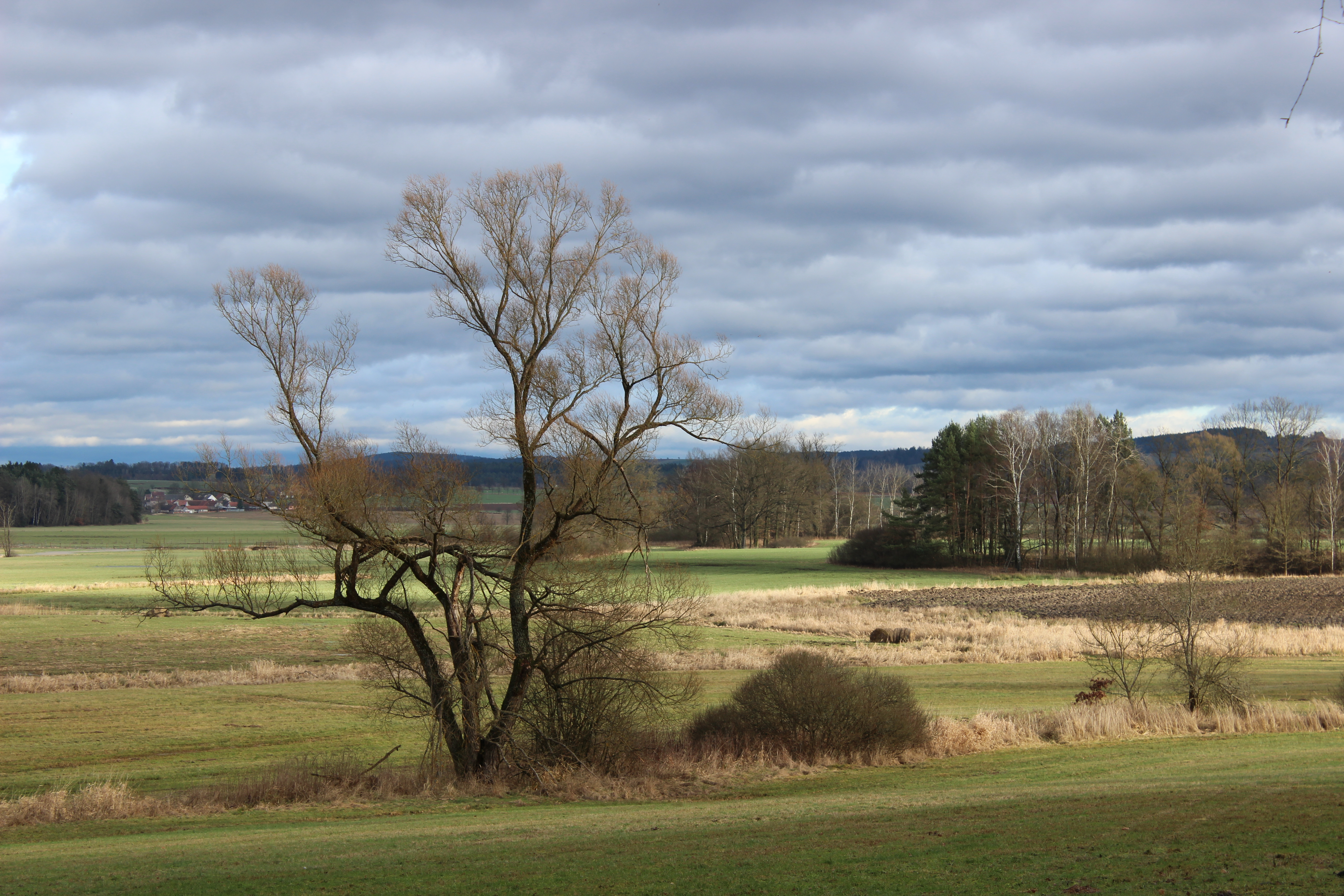
Parc naturel de la forêt de Turovec.
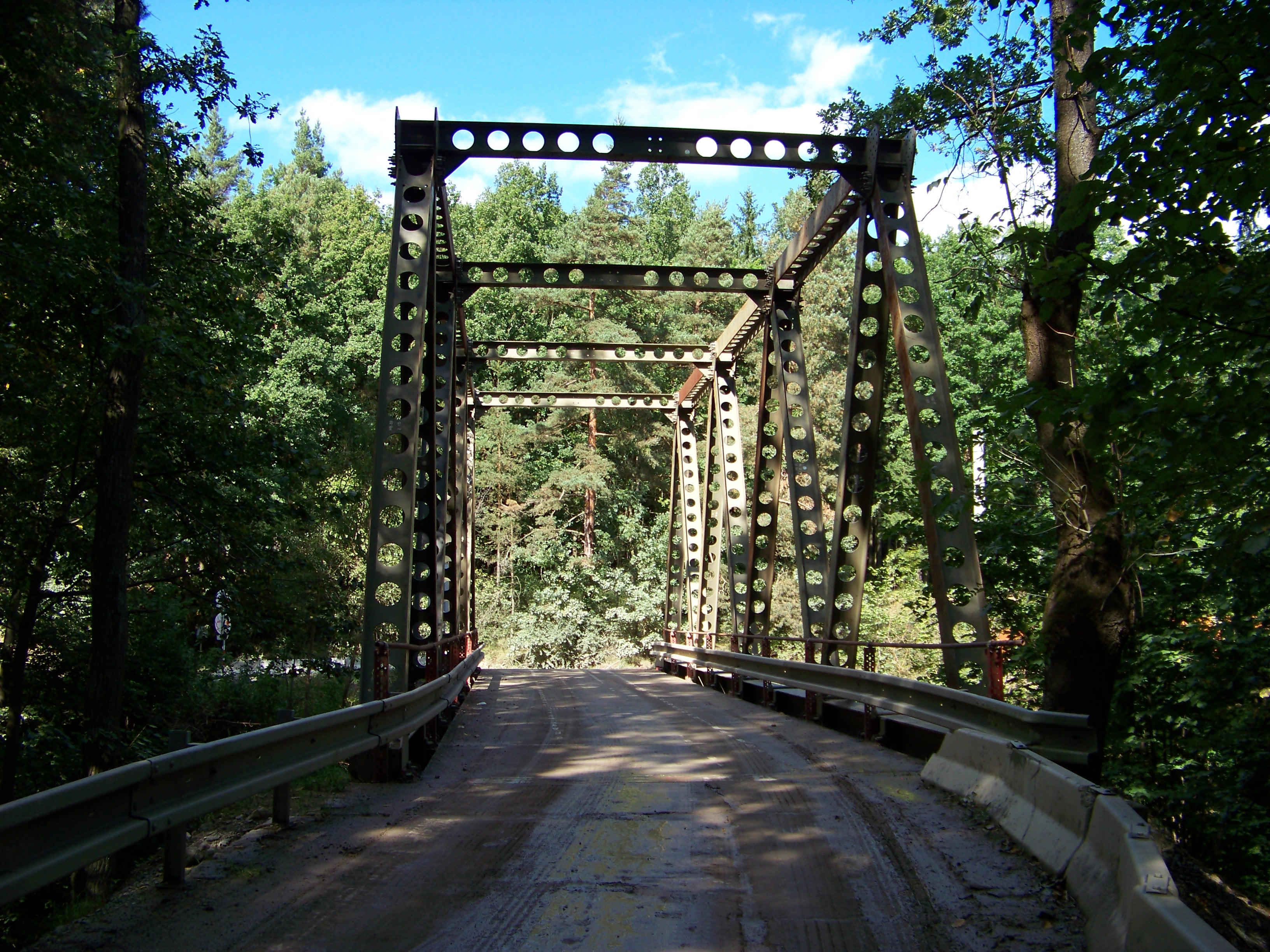
Pont sur le ruisseau Kozský.